# Пеке
Пеке (исп. Peque) — муниципалитет в Испании, входит в провинцию Самора в составе автономного сообщества Кастилия и Леон. Занимает площадь 39,20 км². Население 178 человек (на 2010 год).